# Pigne d'Arolla
Il Pigne d'Arolla (3.796 m s.l.m.) è una montagna delle Alpi Pennine (sottosezione Alpi del Grand Combin). Il nome è una deformazione nel patois locale (anche pigno) del termine francese peigne (pettine) e si deve all'aspetto della parete sommitale che, vista da Arolla, ricorda il pettine con cui le valligiane svizzere usano fissare i capelli nell'acconciatura tradizionale.

## Descrizione
Si trova nel Canton Vallese e sopra la stazione sciistica di Arolla.

## La prima scalata
La prima salita alla vetta fu compiuta il 9 luglio 1865 ad opera di Adolphus Warburton Moore, Horace Walker e Jakob Anderegg.
È possibile salire sulla vetta partendo dalla Cabane des Vignettes (3.160 m).

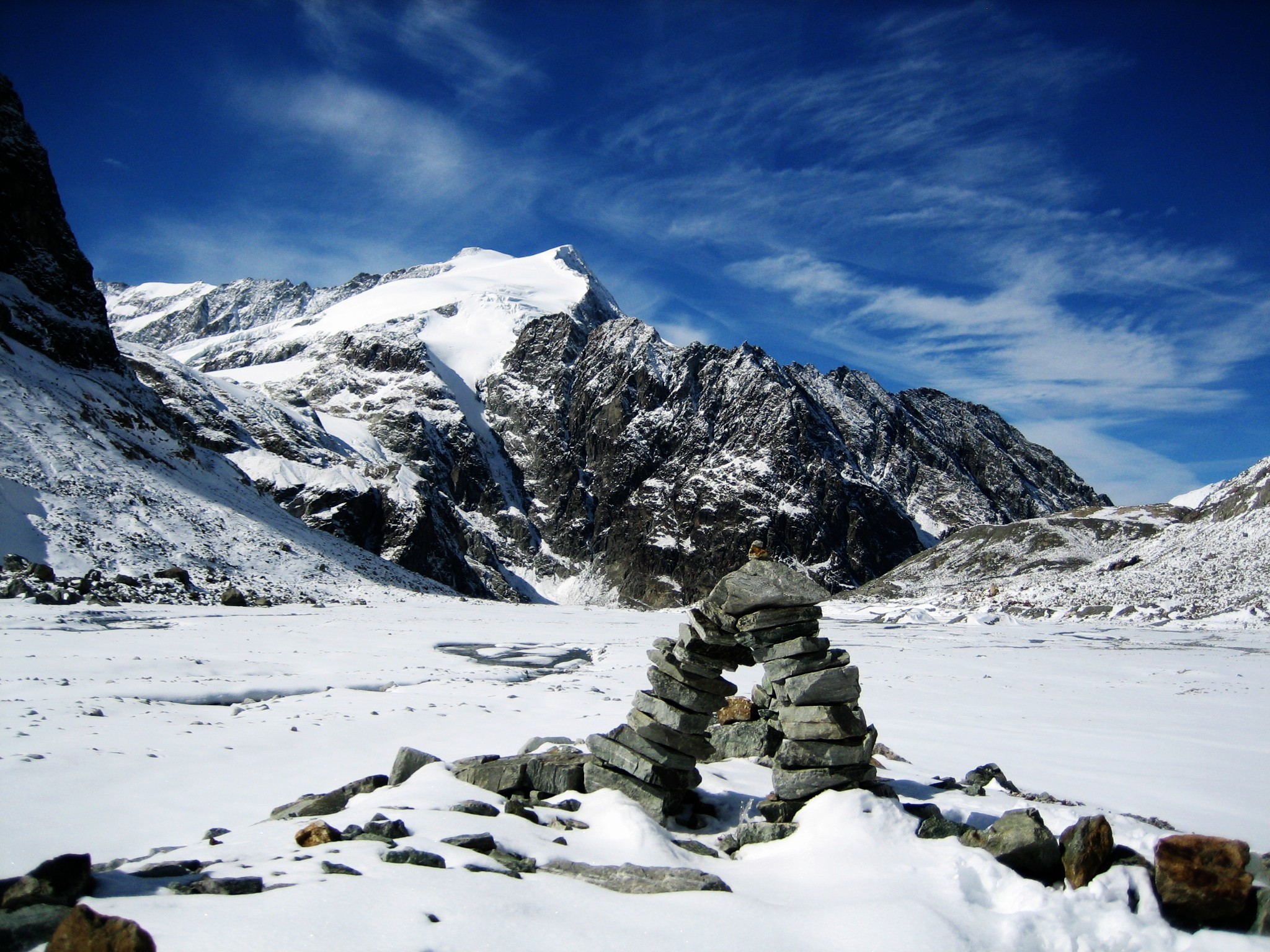
La montagna vista da est